# 데니스 폰비진

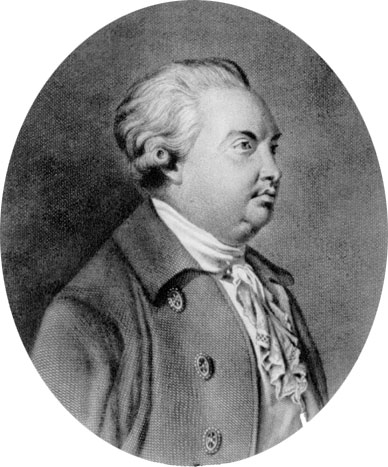
데니스 폰비진

데니스 이바노비치 폰비진(러시아어: Дени́с Ива́нович Фонви́зин, 1744년 또는 1745년 4월 14일~1792년 12월 12일)은 러시아의 극작가이다.
모스크바 대학 졸업 후 관리가 되었고 재직 중 서구 여러 나라 극번역에 종사했다. 20세를 전후해서 자신도 우화시나 풍자시를 썼으나 문단에서 그의 지위를 확립시킨 것은 희극 《여단장(旅團長)》(1769)이다. 이 희극은 프랑스풍(風)에 심취한 여단장의 아들을 중심으로 몇 갈래의 사랑의 쟁탈전을 희화화(戱畵化)한 것이다. 《여단장》 이래 십수년의 침묵을 거쳐 발표된 희극 《미성년》은 전작 이상의 성공을 거두었다. 폰비진 극의 핵심은 통렬한 사회풍자에 있었으나 비판의 화살은 얼마 안 가 궁전으로 겨누어져 예카테리나 2세와도 잡지를 통해 서로 헐뜯은 적이 있다.

## 개요
18세기 러시아 문학사에서 가장 중요한 희곡 작가다. 허세와 특권 의식에 가득 찬 귀족 계층에 대한 풍자극으로 18세기 러시아 최고의 극작가라는 평가를 받았다. 일찍부터 문필 생활과 관직 생활을 병행했는데, 외국 희곡을 번역하는 것으로 문학 활동을 시작했다. 본업은 외교관이었다. 모스크바대학교를 마치고 정부 기관에 들어가면서 재치 있는 말솜씨와 프랑스 및 독일 고전에 대한 높은 소양으로 일찍부터 궁정 주요 인사들의 주목을 받았다. 활동 시기는 대략 예카테리나 2세의 치세기(1762∼1796)와 일치한다. 1762년 대학을 졸업하자마자 새 정부의 외무부에서 일하게 된다. 극작가로서 출발은 19세에 쓴 최초의 운문 희극 ＜코리온(Korion)＞(1764)이었다. 프랑스 시인이자 극작가인 그레세(Jean-Baptiste Louis Gresset, 1709∼1777)의 ＜시드니(Sidney)＞(1745)를 각색한 작품이었다. 이후 그에게 작가로서 명성을 안겨 준 작품은 1783년에 출판한 ＜여단장＞과 ＜미성년＞이다. 이 두 희극 작품에서 작가는 사실주의 기법을 동원해 당시 귀족 계층의 허세와 비도덕성을 폭로하며 큰 반향을 일으켰다. 같은 해에 그는 정치 개혁에 관한 소책자를 발간해 귀족 정치 체제를 비판했다는 이유로 황제의 총애를 잃었다. 이후 그의 작품은 금서로 규정되었다.